# بخش سوسنوفوبورسکی
بخش سوسنوفوبورسکی (به لاتین: Sosnovoborsky District) یک منطقهٔ مسکونی در روسیه است که در استان پنزا واقع شده‌است.